# Мендыбаев, Абиль
Абиль Мендыбаев (1886 год, Туркестанский край, Российская империя — дата и место смерти не известны) — колхозник, чабан, Герой Социалистического Труда (1958).

## Биография
Родился в 1886 году. С раннего детства работал батраком. В 1930 году вступил в колхоз. С 1941 года по 1961 год работал старшим чабаном в колхозе имени Энгельса Джангалинского района Западно-Казахстанской области.
Показывал высокие результаты в своей трудовой деятельности. Ежегодно выращивал в среднем 110—120 ягнят от каждой сотни овцематок. За эти достижения в трудовой деятельности был удостоен в 1958 году звания Героя Социалистического Труда.
В 1961 году вышел на пенсию.

## Награды
- Герой Социалистического Труда — указом Президиума Верховного Совета СССР от 29 марта 1958 года;
- Орден Ленина (1958).